# 大分県立大分商業高等学校
大分県立大分商業高等学校（おおいたけんりつ おおいたしょうぎょうこうとうがっこう）は、大分県大分市に所在する公立の商業高等学校である。略称は大商（だいしょう）。
全国高等学校野球選手権大会（夏の甲子園）に15回、選抜高等学校野球大会（センバツ）に5回出場しており、大分県内では高校野球の古豪として知られている。また屋内の水球対応プールが有り九州の高校では珍しい男女の「水球部」も活躍。2024年のインターハイ「ありがとうを強さに変えて 北部九州総体 2024」では、プールが水球の競技会場として使われることになった。高校そのものがインターハイの会場になるケースは珍しい。

## 設置学科
- 商業科
- 国際経済科
- 情報処理科[4]

## 沿革
- 1917年（大正6年）3月17日 - 大分市立大分商業学校として設置[5][注 2]。
- 1917年（大正6年）4月 - 開校[5][注 2]。
- 1919年（大正8年）12月13日 - 大分商業学校に改称[5]。
- 1932年（昭和7年）3月31日 - 県立に移管し、大分県立大分商業学校に改称[5]。長浜町に移転[6]。
- 1944年（昭和19年）4月1日 - 大分県立大分第二工業学校を併設[5]。
- 1946年（昭和21年）3月31日 - 大分県立大分第二工業学校を廃止[5]。
- 1948年（昭和23年）4月1日 - 大分県立大分工業学校と合併し、大分県立大分第二高等学校となる[5]。
- 1949年（昭和24年）5月9日 - 定時制（夜間）商業課程設置[5]。
- 1950年（昭和25年）4月1日 - 大分県立大分鶴崎高等学校から、定時制（昼間）戸次校舎が移管される[5]。
- 1951年（昭和26年）4月1日 - 大分県立大分工業高等学校と分離し、大分県立大分城崎高等学校となる[5]。
- 1953年（昭和28年）4月1日 - 大分県立大分商業高等学校に名称変更[5][6]。
- 1962年（昭和37年）3月31日 - 定時制課程（夜間）が、大分県立大分上野丘高等学校定時制と合わせて、大分県立大分中央高等学校として独立[5]。
- 1963年（昭和38年）6月5日 - 今津留（住居表示変更により現在の住所は西浜）に校舎を移転し、新校舎落成式を挙行[5][6]。
- 1985年（昭和60年）4月1日 - 本年度入学生より営業科、経理科を商業科に統合。商業科、情報処理科の2学科となる[5]。
- 1995年（平成7年）4月1日 - 国際経済科新設[5]。
- 2016年（平成28年）7月5日 - 創立100周年。

## 卒業生

### スポーツ
- 瀬井清 - プロ野球選手
- 志手清彦- プロ野球選手
- 児玉利一 - プロ野球選手
- 森国五郎 - プロ野球選手
- 千原雅生 - プロ野球選手
- 荒巻淳 - プロ野球選手
- 祓川正敏 - プロ野球選手
- 渡会純男 - プロ野球選手
- 河原明 - プロ野球選手
- 小川清一 - プロ野球選手
- 岡崎郁 - プロ野球選手
- 小野淳平 - プロ野球選手
- 源田壮亮 - プロ野球選手
- 笠谷俊介 - プロ野球選手
- 川瀬晃 - プロ野球選手
- 森下暢仁 - プロ野球選手
- 廣澤伸哉 - プロ野球選手
- 川瀬堅斗 - プロ野球選手
- 三代祥貴 - プロ野球選手
- 牧光二 - 日本中央競馬会（JRA）

### 芸能・マスコミ
- 植田美千代 - 元南日本放送（MBC）エグゼクティブアナウンサー[7]
- 遠藤三貴 - 元仮面ライダーGIRLSメンバー[要出典]
- 川上泰生 - 元ヒップアップ[8]
- 是永克也 - 俳優、元ホンジャマカ[9]
- 四代目三遊亭歌奴 - 落語家[10]

## 特記事項
- 令和5年、税理士試験の科目「簿記論」合格者を輩出している。

## 交通
- バス - 大分バス・大分交通バス（共同運行）大分駅前のりば等から大洲循環線等で「商業高校前」停留所下車[11][12]。
- 車 - 大分県道22号大在大分港線（臨海産業道路）沿い[13]。